# Square du Chanoine-Viollet
Ne doit pas être confondu avec Square Violet.
Le square du Chanoine-Viollet est un espace vert situé dans le quartier de Plaisance du 14e arrondissement de Paris. 

## Situation et accès
Le square du Chanoine-Viollet est situé entre les rues Didot, du Moulin-Vert, Olivier-Noyer et Hippolyte-Maindron.
Il est desservi par la ligne 4 à la station Alésia et par la ligne 13 à la station Pernety.

## Historique
Ce square, anciennement appelé « square Didot », a été inauguré le 1er avril 1939, alors que les premières propositions d'aménagement dataient de 1922. Le square est en partie construit sur l'emplacement d'anciens immeubles. Le jardin doit son nom à l’abbé Viollet (1875-1956), qui a fondé les Œuvres du Moulin-Vert (logements économiques, colonies de vacances, secours à l’enfance…), pour venir en aide aux personnes en difficulté dans le 14e arrondissement à proximité du square. Au printemps 1944, il accueillit clandestinement chez lui, rue de Gergovie, le Conseil national de la Résistance.
Il a connu un agrandissement en 1994 et une rénovation en 2004, et s'étend depuis lors une surface de 3 300 m2 environ. Les éléments subsistants de l'époque de construction sont les poteaux marquant l'entrée ainsi que l'abri de gardien.

## Aménagements
Trois parties peuvent y être distinguées : une aire de détente et de jeux pour les enfants, un espace planté doté d'une pelouse, et un jardin partagé dans la partie est.

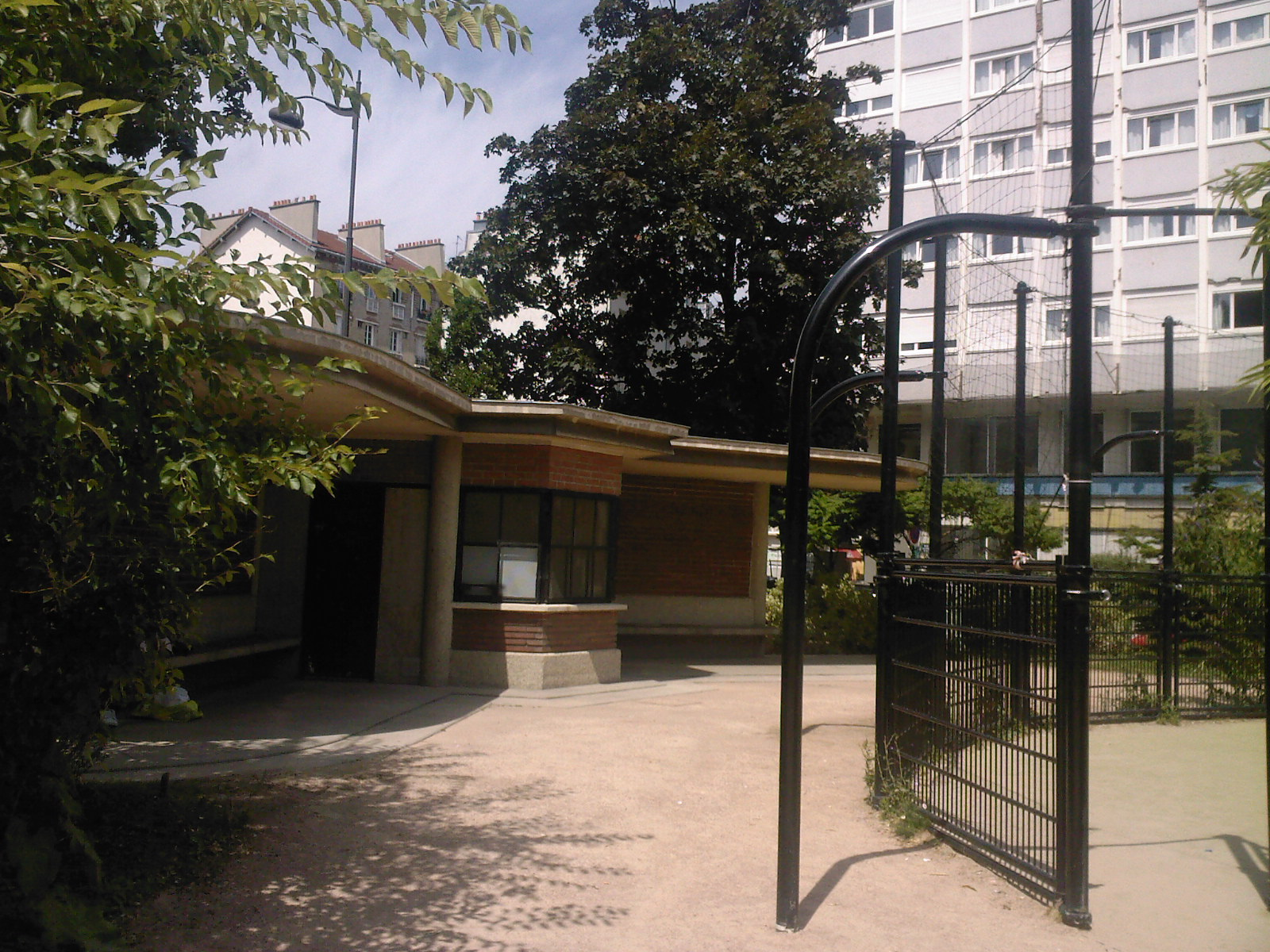
Autre vue de l'abri de gardien.
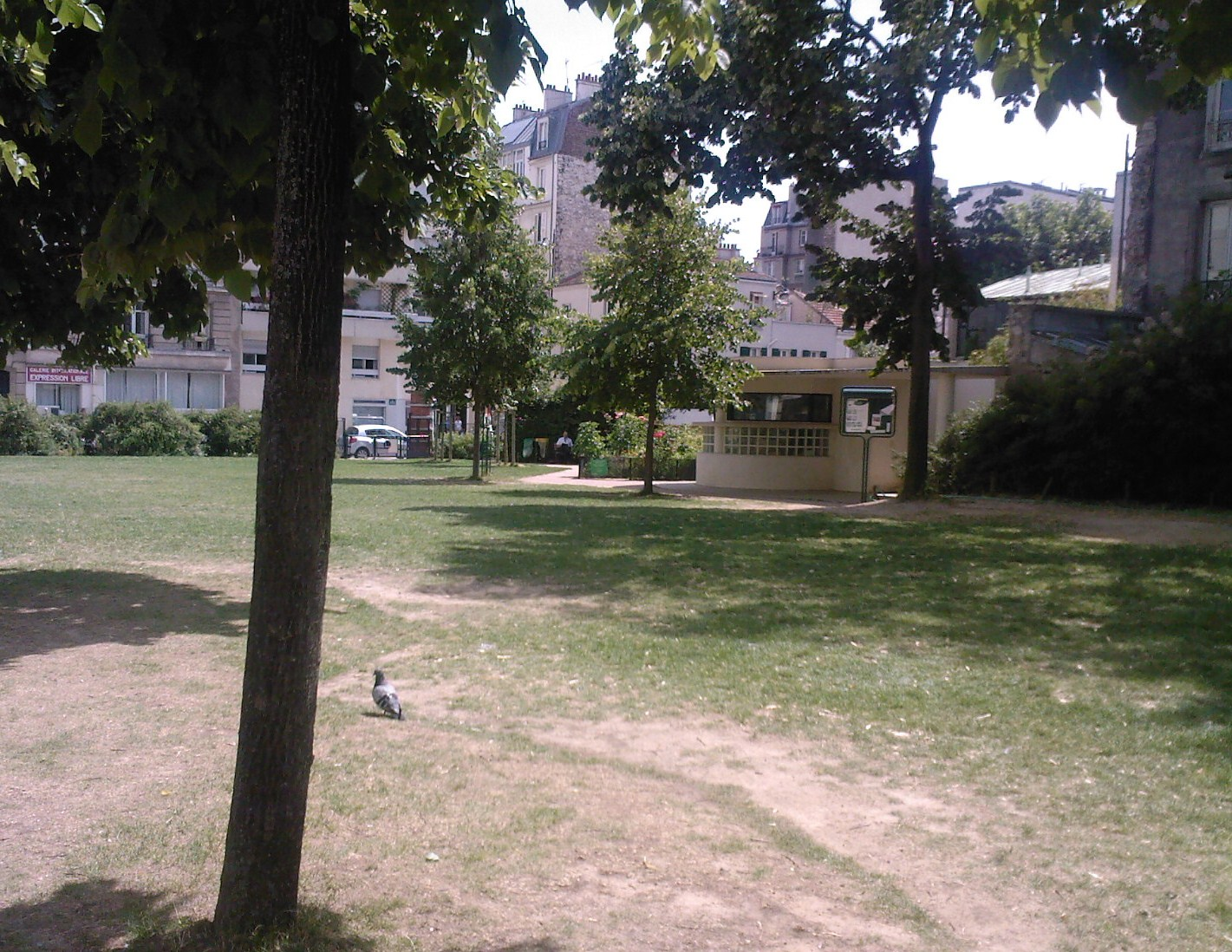
La grande pelouse.
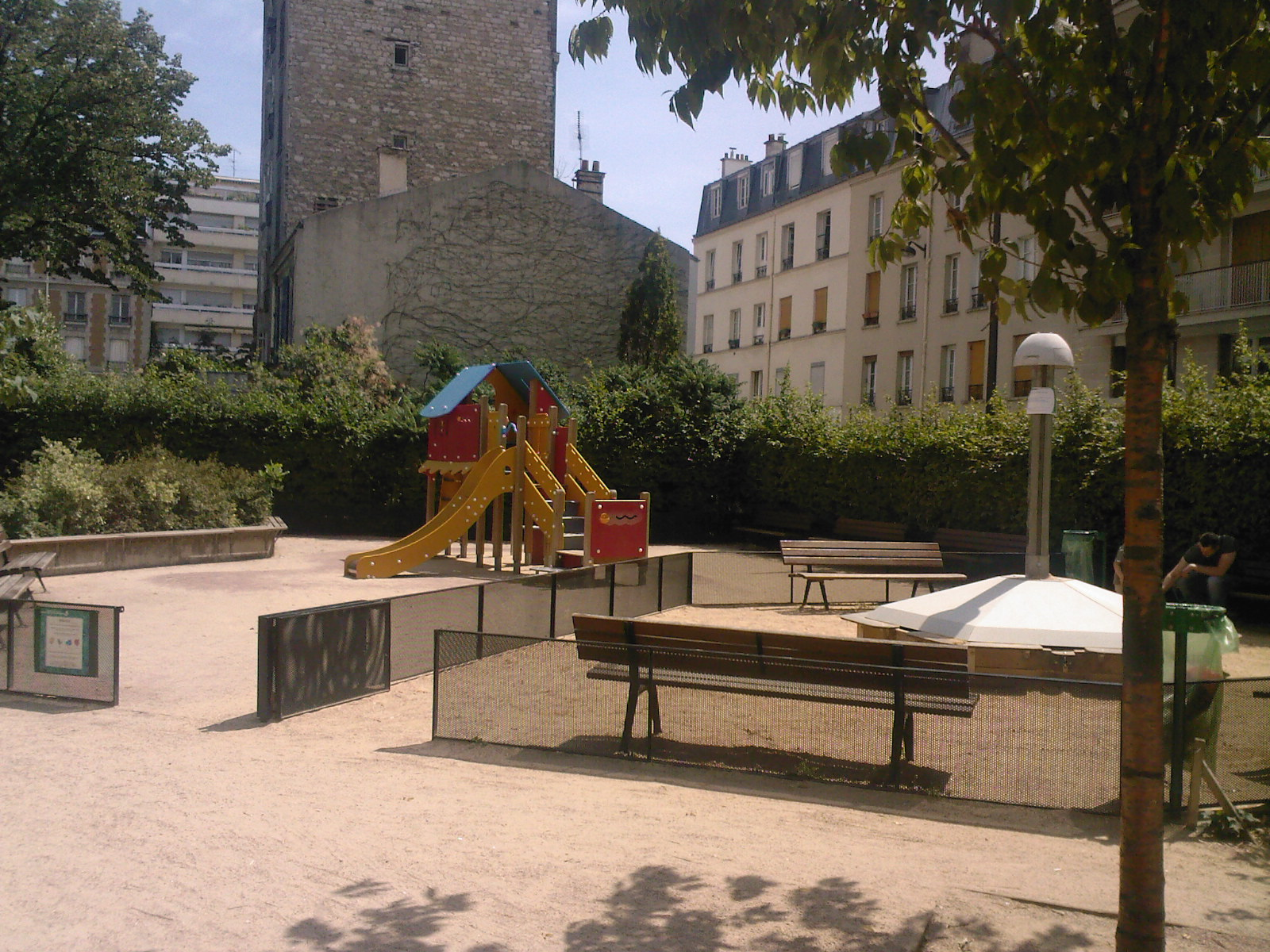
Aire de détente et de jeux pour enfants.
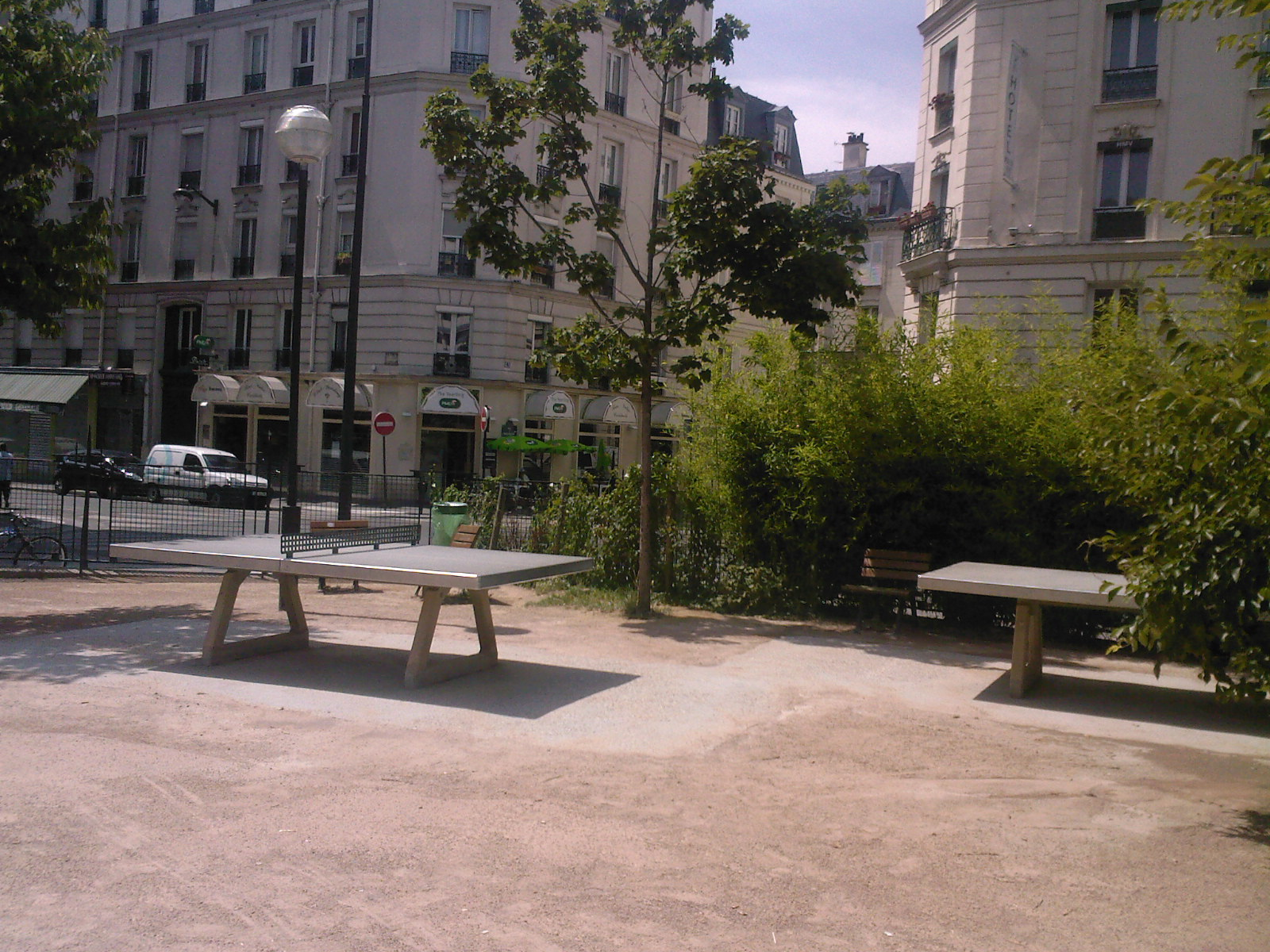
Les tables de ping-pong.
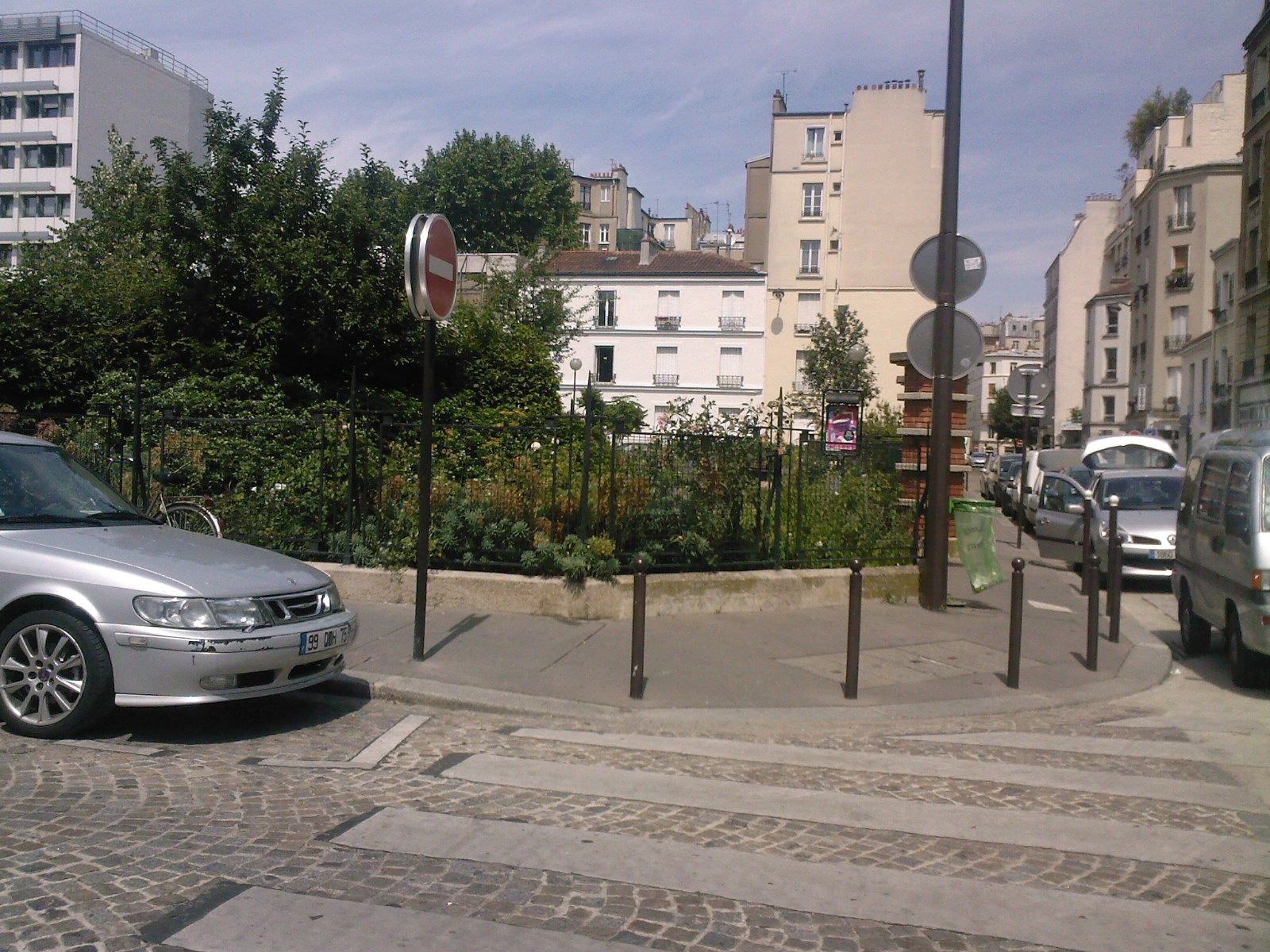
Le jardin partagé vu depuis la rue du Moulin-Vert.
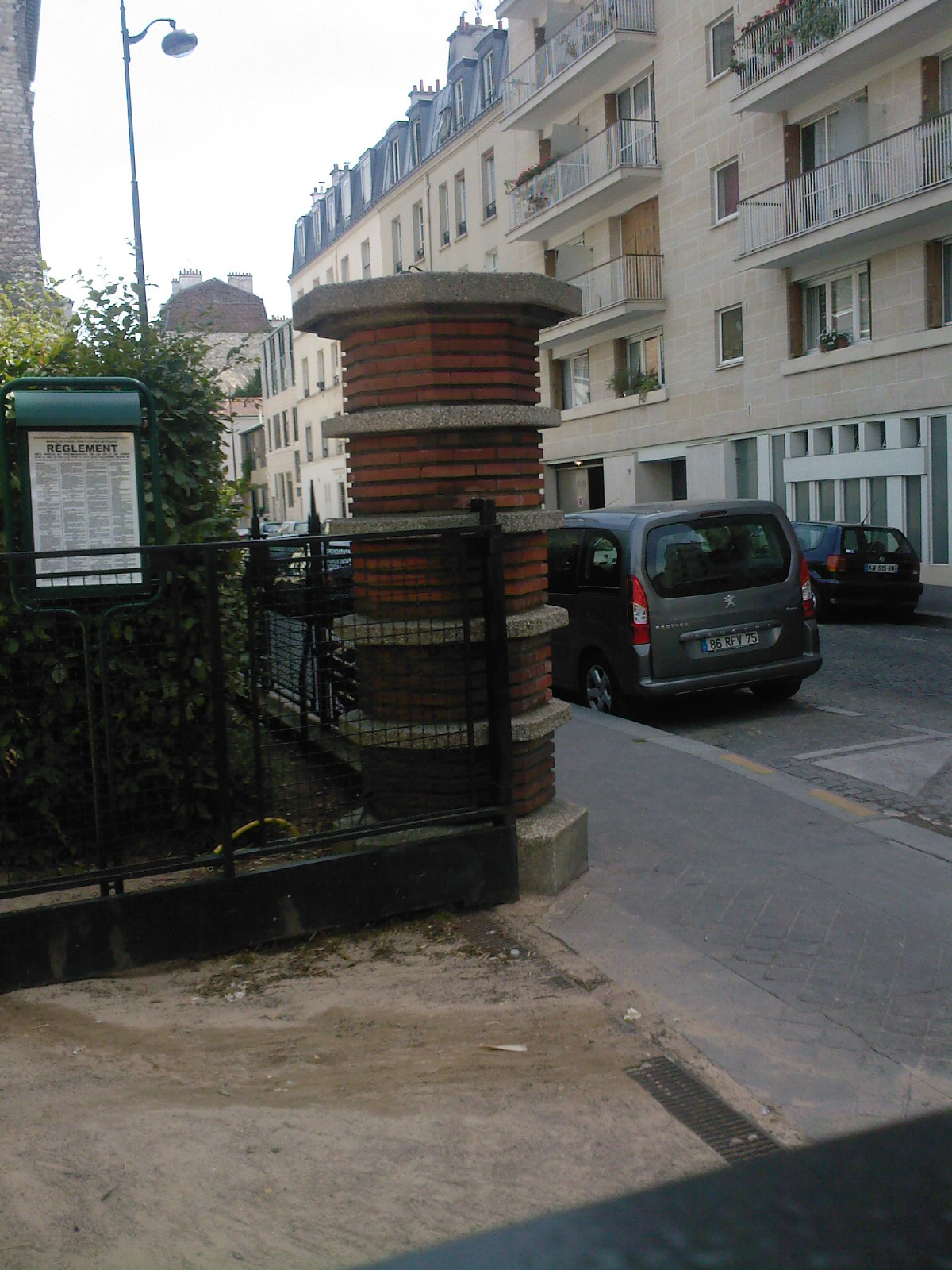
Poteau marquant l'entrée, datant de 1939.